# Angry Birds Go!
Angry Birds Go! — гоночная видеоигра для мобильных устройств, восьмая игра в серии видеоигр Angry Birds. Разработана Rovio Entertainment и Exient Entertainment. Выпущена 11 декабря 2013 года. В игре доступна интеграция с фигурками Hasbro Telepods, они позволяют добавить в игру карт (автомобиль). Гоночные трассы находятся на острове, названном Piggy Island (дословно — «Остров свиней»). В игре используется 3D-графика. Каждый персонаж игры и карт имеет свои способности.
По данным на 2022 год, игру загрузили более 100 миллионов раз.

## Игровой процесс
В Angry Birds Go! можно выбрать, как именно игрок будет управлять картом. В режиме «Наклон» (англ. Tilt) необходимо наклонять устройство, карт при этом будет двигаться. В режиме «Касание» (англ. Touch) нужно нажимать на левую или правую часть экрана, при этом карт движется влево или вправо. В начале игры предлагается оттянуть рогатку, а затем отпустить её при появлении текста «GO!». Если рогатку отпустили слишком рано, карты всех соперников сразу же запускаются, при этом карт игрока на старте будет вращаться и двигаться медленнее, чем обычно. Во время гонок можно собирать монеты. Также можно использовать специальную способность персонажа («птицы» или «свиньи»). Способности можно использовать единожды за гонку. Между использованием способностей должно пройти определенное время. Если использовать способности больше нельзя, их предлагают активировать за один «алмаз» (алмаз — валюта в игре). Гонки, состоящие из нескольких кругов, в игре сыграть невозможно. Как только гонка заканчивается, игрок теряет одну единицу энергии (первоначально показывалась как «кекс»), энергия восстанавливается только через некоторое время. Между гонками можно потратить монеты на улучшение карта. В игре используется вымышленная единица мощности («Cake Capacity» или CC). Для участия в некоторых гонках нужен определённый показатель мощности.
Игрок может менять персонажей. У разных персонажей различные способности. Также у каждого персонажа свой уровень энергии.
Алмазы (англ. gems) — это игровая валюта, которая либо покупается за реальные деньги, либо зарабатывается при участии в гонках. На них можно купить новые карты.
Обновление игры от июля 2015 года добавило в игру пилота Формулы-1 Айртона Сенну, в игре он похож на Чака. Также в игре стал доступен шлем Сенны, который можно получить, выиграв 41 гонку за Сенну. Такое число гонок было выбрано потому, что Сенна выиграл 41 гонку за карьеру.
В июне 2016 года были добавлены гонки, в которых зарабатывались билеты. Также билеты можно было получить при просмотре рекламы. Билеты обменивались на сундуки, в сундуках находились монеты, драгоценные камни и детали для картов.

### Типы гонок
Ниже приведен список типов гонок в игре:
- Гонка — соревнование против семи противников.
- Time Boom — заезд на время.
- Fruit Splat — в этом режиме игры необходимо собрать определенное количество фруктов. В эпизоде Sub Zero называется Ice Splat.
- Versus — сражение против другого гонщика, возможно выбрать уровень сложности.
- Champion Chase — гонка с чемпионом, после трёх побед гонщик разблокируется (только в версии 1.0).
- Слалом — (доступен только в Sub Zero и Weekly Tournament, только в версии 1.0) — в этом типе гонки необходимо проходить через ворота. При пропуске ворот тратится время, кроме того, на пути автомобиля появляется взрывчатка.

В версии 1.0 в гонках, в Time Boom и во Fruit Splat можно сыграть пять раз, при этом увеличивается сложность. Затем в игру добавляются задания. Для участия в гонках (кроме Versus) необходимо выполнить требования к уровню карта (Cake Capacity). В игре этой версии был доступен спонсорский (рекламный) режим Jenga.
В версии 2.0 Гонка, Time Boom и Fruit Splat — основные виды заездов. Против персонажей-боссов необходимо сражаться в Versus.

## Разработка
12 июня 2013 года Rovio Entertainment опубликовала тизер-трейлер игры. В нём упоминался Рэд (персонаж игры), который быстро двигался после появления слов «Ready, Set, Go». Журналисты предполагали, что игра будет либо о гонках, либо станет игрой-платформером.
Angry Birds Go! вышла на Windows Phone, Android, BlackBerry 10, iOS. Игра может синхронизировать прогресс на разных устройствах с помощью аккаунта Rovio.
В версии 2.0 некоторые игровые элементы были изменены. Гонки можно начинать заново, при этом награды за каждое задание выдаются только один раз. Появились ежедневные соревнования и турниры, в которых игроки пытались заработать очки и выиграть билеты. Билеты позволяли получить улучшения автомобилей, монеты, драгоценные камни. За монеты также покупались части автомобили, нужные для модернизации.
С начала 2017 года выходили лишь минорные обновления для игры, новый контент больше не добавлялся.
12 июня 2019 года Angry Birds Go!, наряду со многими играми серии, была удалена из Google Play и App Store, поскольку из-за устаревания игрового движка Exient Game Engine игру стало сложно поддерживать.

### Telepods
Telepods — это фигурки Hasbro, которые также применялись в Angry Birds Star Wars II. Фигурки позволяют добавить в игру карт, при этом гонщика, находящегося в карте, добавить нельзя. Карт можно использовать не на каждой трассе. Если был куплен карт, который используется в той части игры, которую игрок ещё не открыл, то эта часть игры становится доступной, но играть можно только в режиме Versus на первой трассе. При использовании Telepods игроки должны были сканировать QR-код каждый раз после закрытия и повторного открытия приложения.

### Мультиплеер
13 декабря 2013 года Rovio объявила, что мультиплеер будет доступен в весеннем обновлении 2014 года. В этом обновлении появился «Еженедельный турнир», в котором игрок участвует в пяти соревнованиях. Результат игрока сравнивается с результатом друзей на Facebook. Подобное было реализовано в Angry Birds Friends.
В обновлении, выпущенном в июле 2014 года, появились изменения, связанные с многопользовательской игрой. По словам Rovio, это первая часть обновления. В ней многопользовательская игра устроена так, что игроки не соревнуются друг с другом одновременно. Однако Rovio заявила, что во второй части обновления, возможно, участники будут соревноваться одновременно. В обновлении ноября 2014 года добавились командные гонки, один из их вариантов — ночные заезды. В начале 2015 года появились локальный мультиплеер, в нём игроки могут соревноваться по Wi-Fi.

## Возможное продолжение
В январе-феврале 2021 года в интернете появились слухи о том, что сиквел Angry Birds Go! находится в разработке, будет использовать стиль «Angry Birds в кино» и получит новых персонажей. Однако, в итоге игра не была подтверждена и какой-либо информации от Rovio не последовало.
В интернете присутствуют 2 предполагаемых концепт-арта этой игры.

## Критика
| Сводный рейтинг       | Сводный рейтинг |
| Агрегатор             | Оценка          |
| --------------------- | --------------- |
| GameRankings          | 57,33 %         |
| Metacritic            | 60/100          |
| Русскоязычные издания |                 |
| Издание               | Оценка          |
| StopGame.ru           | Похвально       |

Отзывы критиков об игре различны. Так, на Metacritic рейтинг игры равен 60/100 (по мнению 24 критиков). The Guardian понравился игровой процесс, была отмечена ненавязчивость игровых покупок. В Tech2 отметили, что система «энергии» (5 гонок на одну птицу) и система медленного улучшения автомобиля (часто ускорить прогресс можно только с помощью «алмазов») — это минусы игры.